# Saint-Étienne-aux-Clos
Saint-Étienne-aux-Clos település Franciaországban, Corrèze megyében. Lakosainak száma 245 fő (2022. január 1.). Saint-Étienne-aux-Clos Aix, Merlines, Confolent-Port-Dieu, Saint-Bonnet-près-Bort, Saint-Exupéry-les-Roches, Saint-Fréjoux, Thalamy és Savennes községekkel határos.

## Népesség
A település népessége az elmúlt években az alábbi módon változott:
| Lakosok száma | 278  | 203  | 198  | 231  | 223  | 225  | 229  | 240  | 245  | 245  |
|               | 1968 | 1982 | 1990 | 2006 | 2013 | 2015 | 2017 | 2019 | 2020 | 2022 |